# 賈特基夫齊
48°43′49″N 29°28′41″E / 48.73028°N 29.47806°E
賈特基夫齊（烏克蘭語：Зятківці），是烏克蘭的村落，位於該國西南部文尼察州，由海辛區負責管轄，始建於1545年，面積4.16平方公里，海拔高度249米，2001年人口1,270，人口密度每平方公里305.51人。